# Butiá (ort)
Butiá är en ort i Brasilien.   Den ligger i kommunen Butiá och delstaten Rio Grande do Sul, i den södra delen av landet, 1 600 km söder om huvudstaden Brasília. Butiá ligger 71 meter över havet och antalet invånare är 19 494.
Terrängen runt Butiá är platt, och sluttar norrut. Det finns inga andra samhällen i närheten.
Runt Butiá är det i huvudsak tätbebyggt. Runt Butiá är det ganska glesbefolkat, med 47 invånare per kvadratkilometer.